# Quercus john-tuckeri
Quercus john-tuckeri es una especie arbórea de la familia de las fagáceas. Está clasificada en la Sección Quercus, que son los robles blancos de Europa, Asia y América del Norte. Tienen los estilos cortos; las bellotas maduran en seis meses y tienen un sabor dulce y ligeramente amargo, el interior de la bellota tiene pelo. Las hojas carecen de una mayoría de cerdas en sus lóbulos, que suelen ser redondeados. 

## Distribución
Anteriormente conocida como Quercus turbinella ssp. californica, fue elevada a la condición de especie en 1994. Es endémica de California, donde crece en los chaparrales y bosques de roble de laderas de las montañas en la cordillera Transversal, la más meridional de la Costa Central Ranges, y los márgenes del desierto de Mojave.

## Descripción
Quercus john-tuckeri es un tupido arbusto que alcanza un tamaño de 2 a 5 metros de altura máxima, a veces convirtiéndose en forma de árbol, superior a los seis metros. Las ramas son de color gris o marrón, las ramitas recubiertas de las fibras de lana cortas cuando es nuevo y que se convierten en escamas con la edad. Las hojas perennes son coriáceas y gruesas. Son de color gris-verde, la superficie inferior ligeramente más pálida. Las partes inferiores son peludas, las superficies superiores algo menos. La lámina de la hoja es más o menos ovalada, la columna vertebral de dientes, de menos de 4 centímetros de largo. El fruto es una bellota con una fina capa de 1 a 1.5 centímetros de ancho y una nuez de 2 a 3 centímetros de largo.

## Taxonomía
Quercus john-tuckeri fue descrita por Nixon & C.H.Mull. y publicado en Novon 4(4): 391. 1994.
Etimología
Quercus: nombre genérico del latín que designaba igualmente al roble y a la encina.
john-tuckeri: epíteto otorgado en honor de John M. Tucker, profesor de botánica (1947 - 1986) en la Universidad de California en Davis, especialista en Quercus.
Sinonimia
- Quercus turbinella var. californica (Tucker) L.D.Benson
- Quercus turbinella subsp. californica Tucker[5][6]